# Transesterificatie
Transesterificatie, ook wel omestering, is een bewerking in de organische chemie, waarin de alkylgroep van een ester wordt vervangen door die van een alcohol: 
Als katalysator van de reactie wordt liefst geen vrij zuur of base gebruikt. Zuren en basen katalyseren naast de omestering ook de verzeping van esters. Het vrije vetzuur dat daarbij ontstaat verhindert de scheiding van de lipofiele en hydrofiele fase. Een goede katalysator voor de omestering van plantaardige olie is natriummethanolaat of kaliummethanolaat, meer algemeen: het natrium- of kaliumzout van de alcoholgroep die in de ester moet komen. Dit alcohol wordt dan ook als oplosmiddel gebruikt.
De zogenaamde biodiesel wordt verkregen door omestering van plantaardige olie.
Omestering wordt gebruikt bij de synthese van polyester, waarbij di-esters omestering ondergaan met diolen om macromeculen te vormen. Bijvoorbeeld: dimethyltereftalaat en etheenglycol reageren tot polyethyleentereftalaat en methanol. De katalysator is een verbinding van kobalt of antimoon. Er ontstaat een aflopende reactie doordat de gevormde methanol bij de reactietemperatuur een gas is.